# Hattemse Golf & Country Club
De Hattemse Golf & Country Club is een Nederlandse golfclub gelegen in Hattem en is opgericht in 1930. Het is in Nederland daarmee een van de zestien golfbanen die vóór de Tweede Wereldoorlog ontworpen zijn.

## Geschiedenis
De club is in 1930 opgericht. Een jaar later werd de Zwolsche Golf Club er in opgenomen. De nieuwe baan werd ontworpen door golfbaanarchitect Gerry del Court van Krimpen en aangelegd door de firma Copijn. Als clubhuis werd golfhotel De Konijnenberg gebruikt. De Duitse Ortscommandantur – het plaatselijk hoofdkwartier van de Wehrmacht – vorderde in september 1944 De Konijnenberg voor eigen gebruik. Uiteindelijk werd De Konijnenberg op 23 juni 1945 door brand verwoest.
De baan met negen holes heeft smalle fairways en veel oude bomen. Ook kent de baan veel hoogteverschil, blinde holes en lastig aanspeelbare greens. Het oorspronkelijke ontwerp uit 1930 is slechts op één hole aangepast. De baan is smal, er zijn geen par-5 holes en de greens zijn klein en geaccidenteerd. De oude eik, die de green van de zesde hole bewaakt, staat ook op het logo van de club.
In 2016 vond het eerste Nederlands kampioenschap voor 65-plussers plaats, georganiseerd door de NGF. In 2022 werd Pem van Heek, voorzitter van de club, nationaal kampioen in die klasse. Een terugkerend evenement is het Indisch Golf Weekeind, een golftoernooi voor mensen met wortels in Nederlands-Indië of Indonesië. In 2022 was de 71e editie. Ook worden er regelmatig regionale wedstrijden georganiseerd.